# If (песня Джанет Джексон)
«If» — песня, записанная американской певицей Джанет Джексон для её пятого студийного альбома janet. (1993). Написанная и спродюсированная Джексон, Джимми Джемом и Терри Льюисом, композиция была выпущена как второй сингл из пластинки.

## Предыстория
«If» была написана Джексон в сотрудничестве с Джимми Джемом и Терри Льюисом для пятого альбома певицы. В основу композиции был заложен семпл из песни 1969 года «Someday We’ll Be Together» группы Diana Ross & the Supremes. Джексон рассказывала в интервью, что композиция «о девушке, которая идёт в клуб и фантазирует там об одном парне: она очень живо представляет, что сделала бы с ним, если бы была его девушкой — различные позиции и подобные вещи. Но, она не его девушка и она не может этого сделать, так что она оказывается очень разочарованной во втором куплете, но не так чтобы уж очень сильно. На самом деле всё не так уж плохо». Перед выпуском первого сингла из альбома, у Джимми Джема и Терри Льюиса случилась небольшая ссора с менеджерами Virgin, которые хотели чтобы именно «If» стала ведущим синглом, но продюсеры настояли на «That’s the Way Love Goes». «Все только и говорили об „If“», — рассказывал Джимми Джем, продолжая: «Для меня, первый сингл должен говорить: „Добро пожаловать в альбом. Если я тебе нравлюсь, проверь на вкус остальное“. И мы действительно верили в то, что „That`s The Way Love Goes“ лучше всего отражает дух этого альбома. И когда он стал номером один, мы доказали, что были правы». В итоге, песня стала вторым синглом.

## Реакция критики
Музыкальные критики дали композиции положительные оценки, находя её знойной и даже откровенно сексуальной. Николас Дженнингс из канадского журнала Maclean’s писал, что «одной из самых выдающихся песен [в альбоме] оказалась основанная на гитарном риффе „If“, с очень откровенными строчками: „Ты сразу встанешь/ Как только коснёшься моих бёдер“». Крейг Эс Симон из Telegram & Gazette отмечал: «Одним из самых ярких треков janet. является соблазнительный и озорной „If“. [В нём] Джексон рассказывает историю о своих сексуальных фантазиях об одном мужчине, который даже не знает об её существовании. Ревущие гитарные аккорды и хип-хоповый бит обрамляют этот энергичный, быстро развивающийся номер, по мере того, как меняются эротические картинки в сознании Джексон…».

## Список композиций
| - UK 7" promo single - French CD single - Japanese 3" CD single 1. «If» (radio edit) — 3:49 2. «One More Chance» — 5:54 - UK 12" single 1. «If» (Brothers in Rhythm House Mix) — 7:07 2. «If» (Brothers in Rhythm Dub) — 7:00 3. «If» (radio edit) — 3:49 4. «If» (Extended LP Mix) — 5:40 5. «If» (Brothers In Rhythm Swing Yo Pants Mix) — 6:20 6. «If» (D&D 12" Mix) — 5:47 - UK CD single - Japanese CD single 1. «If» (radio edit) — 3:49 2. «If» (Brothers in Rhythm House Mix) — 7:07 3. «If» (Tee’s Freeze Mix) — 7:17 4. «If» (Brothers in Rhythm Swing Yo Pants Mix) — 6:20 5. «If» (Extended LP Mix) — 5:40 6. «If» (D&D 12" Mix) — 5:47 - US double 12" single 1. «If» (Brothers in Rhythm House Mix) — 7:07 2. «If» (Brothers in Rhythm Dub) — 7:00 3. «If» (Extended LP Mix) — 5:40 4. «If» (Tee’s Radio Mix) — 4:02 5. «If» (D&D 7" Mix) — 4:23 6. «If» (Tee’s Freeze Mix) — 7:17 7. «If» (TNT Bass Mix) — 5:36 8. «If» (Brothers in Rhythm Swing Yo Pants Mix) — 6:20 9. «If» (D&D JDD Mix) — 5:26 10. «If» (Tee’s Capella) — 2:09 | - US 12" single 1. «If» (Brothers in Rhythm House Mix) — 7:07 2. «If» (Brothers in Rhythm Swing Yo Pants Mix) — 6:20 3. «If» (Tee’s Freeze Mix) — 7:17 4. «If» (Extended LP Mix) — 5:40 - US promo CD single #1 1. «If» (radio edit) — 3:49 2. «If» (Brothers in Rhythm Swing Yo Pants Mix) — 6:20 3. «If» (Extended LP Mix) — 5:40 4. «If» (Todd Terry’s Radio Mix) — 4:19 5. «If» (Brothers in Rhythm House Mix) — 7:07 6. «If» (Short Single Edit) — 2:59 - US promo CD single #2 1. «If» (D&D 7" Mix/Adult 7" Radio Mix) — 4:41 2. «If» (D&D 12" Mix/Adult 12") — 5:47 3. «If» (D&D JDD Mix/Adult Dub) — 5:26 - US CD maxi single 1. «If» (Brothers in Rhythm House Mix) — 7:07 2. «If» (Brothers in Rhythm Swing Yo Pants Mix) — 6:20 3. «If» (Tee’s Freeze Mix) — 7:17 4. «If» (Extended LP Mix) — 5:40 5. «If» (TNT Bass Mix) — 5:36 6. «If» (D&D 12" Mix/Adult 12") — 5:47 7. «If» (short single edit) — 2:59 8. «One More Chance» — 5:54 |

## Чарты
| Чарты (1993)              | Высшая позиция |
| ------------------------- | -------------- |
| Australian Singles Chart  | 18             |
| Canadian Singles Chart    | 3              |
| Dutch Top 40              | 10             |
| German Singles Chart      | 25             |
| Italian Singles Chart     | 6              |
| New Zealand Singles Chart | 8              |
| Swedish Singles Chart     | 19             |
| Swiss Singles Chart       | 27             |
| UK Singles Chart          | 14             |
| US Billboard Hot 100      | 4              |
| US Hot R&B/Hip-Hop Songs  | 3              |
| US Hot Dance Club Play    | 1              |

| Страна | Сертификация |
| ------ | ------------ |
| США    | Золотой      |

| Чарт (1993)              | Позиция |
| ------------------------ | ------- |
| Australian Singles Chart | 80      |
| Canadian Singles Chart   | 25      |
| US Billboard Hot 100     | 19      |